# Hansens Bryggeri
Hansens Bryggeri (tysk: Hansens Brauerei) er et privat bryggeri i Flensborg i Sydslesvig. Bryggeriet er det nordligste ølbryggeri i Tyskland. Det er kombineret med et spisested med tysk mad.

## Produkter
- Hansens Pilsener
- Hansens Schwarzbier